# Фальшивые новости
Фальши́вые (подде́льные, «фе́йковые», ло́жные) но́вости — информационная мистификация или намеренное распространение дезинформации в социальных медиа и традиционных СМИ с целью введения в заблуждение, для того чтобы получить финансовую или политическую выгоду. Авторы поддельных новостей часто используют броские заголовки или полностью сфабрикованные истории для увеличения читательской аудитории и цитируемости. Прибыль при этом формируется аналогично принципам кликбейтинга и являет собой доход от рекламы, который генерируется независимо от достоверности опубликованных материалов. Лёгкий доступ к источникам дохода от рекламы, усиление политической поляризации общества и повсеместность социальных сетей обусловили распространение фальшивых новостей. Возможности анонимного хостинга сайтов, на которых публикуются анонимные или псевдонимные авторы, затрудняют законное преследование таких источников за дезинформацию или клевету.
Фальшивые новости могут быть представлены в различных формах. Кликбейты побуждают любопытство завлекающими заголовками, обычно чтобы увеличить доходы с рекламы. Дезинформация преследует своей целью введение общественности в заблуждение, но фальшивые новости могут также быть представлены и просто ложной информацией, независимо от мотивов. Также фальшивые новости могут быть представлены в виде заблуждений, розыгрышей, пародий, сатиры, слухов или иных формах.
Отдельные исследования выявили, что проблемы с определением фальшивых новостей есть у всех людей, независимо от возраста, пола или образования. Выявление фальшивых новостей обычно возможно через проверку фактов. Одной из причин распространения фальшивых новостей в социальных сетях является отсутствие какой-либо проверки фактов их пользователями, для оценки же сведений пользователям в таких случаях требуется экспертное мнение. В целях борьбы с распространением фальшивых новостей большое значение играет обучение людей и повышение их грамотности.
Чаще всего фальшивые новости распространяют люди, желающие быть «особенными», стремящиеся привлечь к себе всеобщее внимание, но в своей обычной деятельности не представляющие интереса для общества и не выделяющиеся среди окружающих их людей.

## Определение
«Фальшивая новость» определяется как новость, которая «полностью составлена и сфабрикована для обмана читателя, с целью увеличения трафика и прибыли». Сатирические или юмористические новости используют преувеличения и вымышленные элементы, но предназначенных для критики или высмеивания мнений или людей в шутливой или саркастической форме. Хотя сатирические и юмористические новости используются в основном для развлечения людей, они также могут вводить в заблуждение и поучать людей, а некоторые воспринимают такие новости как правдивую информацию, распространяя её дальше. Некоторые учёные считают, что сатира должна рассматриваться отдельно от фальшивых новостей, поскольку сатира используется для развлечения, не предназначена для информирования и не предполагает, что кто-либо будет воспринимать информацию всерьёз.

## Распознавание

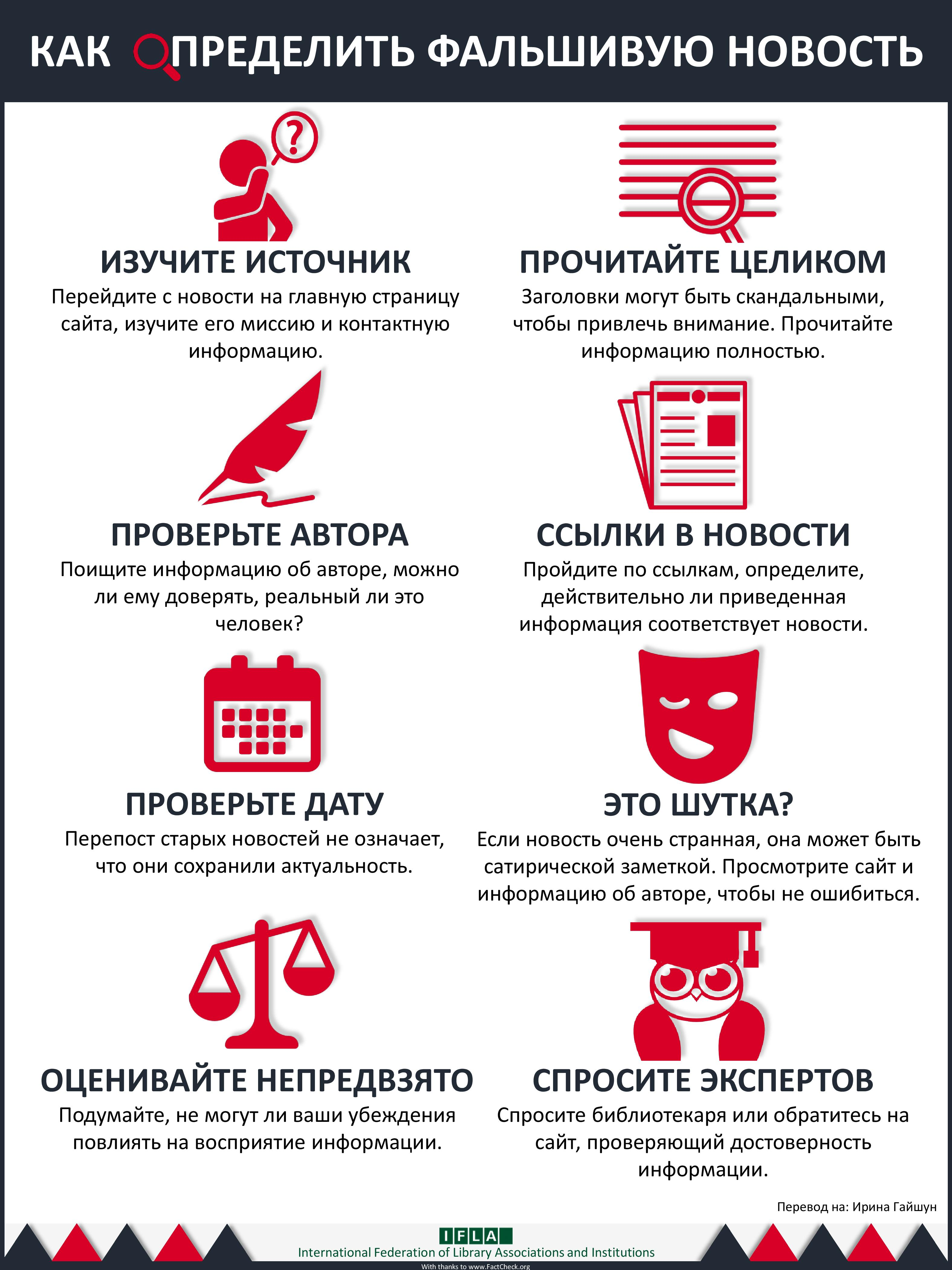
Инфографика, распространяемая ИФЛА, о способах разоблачения фальшивых новостей

Международная федерация библиотечных ассоциаций и учреждений (ИФЛА) предлагает 8 способов отличить фейковые новости в Интернете.
Зная методы создания фейковых новостей, можно научиться легко выявлять их. В статье, опубликованной 9 марта 2021 г., интернет-агентство «Текстерра» отметило некоторые из самых ярких фейковых новостей в интернет-пространстве и способы их распознавания.
Заголовки фейковых новостей характеризуются определёнными языковыми особенностями. Они содержат сенсационность, провокацию, интригу, двусмысленность или противоречие, которые должны привлечь читателя. Перейдя к тексту статьи, читатель узнавал, что речь на самом деле идёт о 23-летней безработной тёзке певицы Аллы Пугачёвой. Расчёт подобного рода провокаций состоит в апелляции к любопытству читателя с целью заманить его на необходимую страницу. Перейдя по ссылке, читатель обычно обнаруживает содержание, намекающее на интригующее продолжение. Кроме того, когда информация в тексте интерпретируется односторонне или полностью фальсифицируется, а правдивая информация при этом умалчивается, начинается процесс скрытой манипуляции сознанием на основе ложных данных. Манипулятивное воздействие осуществляется посредством насыщения текста информацией, состоящей из частичной или полной лжи. В результате в сознании читателя неосознанно формируется искажённое восприятие событий и фактов с различной степенью ложности. Основной способ противодействия — научиться самостоятельно проводить независимое журналистское расследование. Следует найти и изучить первоисточник информации, и если первоисточник не может быть найден, тогда эта информация считается фальшивой. Следует убедиться, что автор является экспертом, и что у него хорошая репутация. Также важное условие — не поддаваться эмоциям, необходимо посмотреть на ситуацию с разных сторон, подвергая всю информацию критическому анализу. Полезно также подождать, пока информация не обрастёт новыми деталями (правило 24 часов).

## Описание
Феномен фальсифицированных новостей имеет ряд общих черт с концепциями жёлтой журналистики и политической пропаганды; часто используются те же приёмы, что и в бульварной прессе начала XX века. Однако с появлением Интернета ложные новости стало проще распространять, и поэтому данный феномен стал чаще вызывать серьёзные проблемы в обществе. В частности, в декабре 1994 года в Интернете, в основном по электронной почте, стала распространяться новость, якобы выпущенная Associated Press, в которой утверждалось, что Microsoft покупает Католическую церковь. Считается, что это была первая интернет-мистификация, достигшая массовой аудитории.
Распространение фальшивых новостей через электронную почту как элемент или разновидность фишинга практикуется в течение многих лет. Такие письма содержат разнообразные небылицы сенсационного содержания, и единственная задача их распространителя — спровоцировать адресата перейти по ссылке, а затем заразить его компьютер вредоносной программой.
В социальных сетях фальшивые новости чаще всего распространяют (делают репост) люди, желающие выделиться из своего окружения, но при этом являющиеся «обычными людьми». В 2017 году исследователи выяснили, что триггером распространения фейковой новости является запрос автора репоста на «уникальность», на владение тайными знаниями, неизвестными большинству. Среди их подопытных гораздо активнее распространяли броские тексты те, кто хотел «быть особенным», стремился привлечь этим всеобщее внимание, но не чувствовал себя успешным в этом (не мог похвалиться хорошей работой и не писал ранее популярных постов). Этим людям было важно выделиться «из серой массы» хоть чем-то.
Истоки современного понимания термина «фальшивые новости» оспариваются. В частности, утверждается, что всплеск внимания к этому явлению связан со скоординированной российской антизападной пропагандой. Так, Хиллари Клинтон стала главной мишенью фальшивых новостей во время её президентской избирательной кампании 2016 года, и по мнению ряда аналитиков, распространение фальшивых дискредитирующих новостей стало одной из причин её поражения на выборах. После победы «пророссийского» кандидата Дональда Трампа, было высказано предположение, что следующей целью кампании станет канцлер ФРГ Ангела Меркель, в преддверии парламентских выборов 2017 года. Новостная лента Facebook оказалась эффективнейшим средством распространения ложных новостей, и после американских выборов компания заключила соглашения по независимой проверке фактов, чтобы непроверенные сообщения помечались для предупреждения пользователей. В целом, можно констатировать, что фальшивые новости — это общемировое явление.
В конце 2016 года феномен фальшивых новостей вновь оказался в центре внимания общественности благодаря новостной ленте Facebook, а также сервису микроблогов Твиттер. Значительная часть американцев для отслеживания новостей используют Фэйсбук или Твиттер, и в сочетании с повышенной политической поляризацией общества, а также с явлением, получившим название «пузырь фильтров», и склонностью к прочтению главным образом заголовков, — фальшивые новости, по всей видимости, оказали влияние на президентские выборы 2016 года. Число репостов фальшивых новостей в Фэйсбуке превысило число перепостов добросовестных сообщений, благодаря тому, что фальшивки больше соответствовали ожиданиям или оказывались более захватывающими. Исследование, опубликованное в октябре 2020 года компанией «Digital New Deal», показало, что с 2016 года распространение фальшивых новостей в Фейсбуке выросло в три раза. Поддельные новости также часто распространяются посредством поддельных новостных сайтов, специализирующихся на публикации привлекающих внимание новостей, и для завоевания доверия часто выдающих себя за широко известные новостные источники. В некоторых случаях сфабрикованные на таких сайтах «новости» перекочёвывают на более респектабельные ресурсы, что порой приводит к скандалам, таким как «Pizzagate».
Хиллари Клинтон стала главной мишенью фальшивых новостей во время президентской кампании 2016 года. По данным опроса, проведённого Pew Research в декабре 2016 года, 64 % взрослых американцев признали, что фальшивые новости вызвали «много путаницы» в их представлениях о текущих событиях, в то время как 24 % заявили, что они вызвали «некоторое замешательство» и 11 % заявили, что такие сообщения «вызвали незначительное замешательство или не вызвали его вовсе». Кроме того, 23 % респондентов признались, что лично, сознательно или нет, участвовали в распространении ложных новостей.
В свете событий на Западе, в 2016 году Жэнь Шаньлянь из Администрации киберпространства Китая предложил к реализации схему «кнута и пряника» в целях недопущения подобных ситуаций в стране.
Избранный президент США Дональд Трамп в январе 2017 года отнёс к категории фальшивых новостей сообщения канала CNN, описывающие его деятельность в новом статусе, и продолжил придерживаться той же оценки деятельности этого новостного канала после вступления в должность президента. В 2017 году президент США Дональд Трамп по отношению к журналистам, которые, по его мнению, сообщают ложные новости, применил термин «враги народа».
В связи с возросшей популярностью социальных сетей, лёгким доступом к доходам от рекламы, а также растущей политической напряжённостью в российском медиапространстве стали активно использоваться новые англицизмы («фейковые новости», «фейк-ньюз» или просто «фейк»). При этом филологи отмечают, что в русском языке имеются собственные аналоги заимствованного слова «фейк»: «фальшивка», «ложь», «газетная утка» (разг.), «липа» (разг.), «фуфло» (жарг.).